# Аерий
Ае́рий или Аэ́рий (др.-греч. Ἀέριος; лат. Aerius; IV век) — пресвитер, основатель и глава секты аериан. Аэрий родился в начале IV века на берегах Понта и в начале, вместе с другом своим Евстафием, вел жизнь аскета; был пресвитером и смотрителем беднопиталища (др.-греч. πτωχο-τροφεῖον)  или госпиталя для странников, калек и немощных в Севастии. Аерий и Евстафий оба были арианами. Евстафий в 355 году стал епископом Севастии, после этого, как сообщает Епифаний Кипрский в «Панарионе», Аерий был этим очень сильно недоволен. Изо дня в день между ним и Евстафием умножались ссоры и вражда. Аэрий начал произносить против Евстафия недобрые слова и начал клеветать на епископа. Евстафий вызвал к себе Аэрия, и при помощи ласки, увещеваний, угроз, ругани, советов пытался изменить взгляды и настроения Аерия, но ничего не получилось. Наконец, покинув беднопиталище, Аэрий удалился. Желая найти какой-либо повод против Евстафия, как против врага, Аэрий клеветал всем на Евстатия, говоря про епископа, что Евстафий уже теперь не такой как был раньше, а стал склонен к стяжательству: к сбору денег и всякого имения. Евстафий, действительно, имея в руках казну Севастийской церкви, иначе не мог поступать, и слова Аэрия казались правдоподобными.
Наконец Аерий отделился от Евстафия, выступил с проповедью против господствовавших воззрений и обычаев церкви, создав свою секту, впоследствии названной аериане. Последователей Аэрия было достаточно большое количество людей обоего пола. Аерия удалился с ними от церкви, полей, селений и городов. Аерий учил о том, что пресвитеры ни в чём не отличаются от епископов. Известия о учении Аерия страдают разногласием. Выступив врагом церковного законодательства, он по-видимому, стремился осуществить в жизни свободу церкви; но эту свободу он понимал в фантастическо-аскетическом смысле. Своим последователям он проповедовал жизнь, полную лишений, и отречение от собственности. Вместе с тем он отвергал установленные церковью посты в среду, пятницу и четыредесятницу, праздник Пасхи, как искажение Христа, который один только есть «истинная Пасха», учил тому, что не нужно делать приношений за усопших. Аерий учил безбоязненно пользоваться всякого рода мясоедением и яствами. Если кто из его последователей желает поститься, тот, говорит он, пусть постится не в установленные дни, но когда хочет, ибо ты, говорит, не под законом. Наконец, он ратовал за равенство священников (пресвитеров) с епископами. Когда умер Аерий — неизвестно, но секта аериан в эпоху Августина имела ещё около 428 последователей. Аериане собирались на открытых полях, в лесах и в горах, но преследования мало-помалу уничтожили её.